# Afundamento do Moskva
O cruzador de mísseis guiados Moskva, a capitânia da Frota do Mar Negro da Rússia, afundou em 14 de abril de 2022 durante a invasão russa da Ucrânia. Autoridades ucranianas disseram que suas forças danificaram o navio com dois mísseis antinavio R-360 Neptune, enquanto a Rússia disse que ele afundou após um incêndio de origem não especificada em mares tempestuosos.
O cruzador é o maior navio de guerra russo a ser afundado em tempo de guerra desde o final da Segunda Guerra Mundial e o primeiro navio-almirante russo afundado desde a Guerra Russo-Japonesa de 1905. A Rússia disse que 396 tripulantes foram evacuados, com um marinheiro morto e 27 desaparecidos, mas relatos não verificados de mais vítimas surgiram.

## Prelúdio
Em fevereiro de 2022, o carro-chefe da Frota do Mar Negro da Rússia, o cruzador de mísseis guiados Moskva, deixou Sebastopol para participar da invasão russa da Ucrânia em 2022. O navio foi posteriormente usado contra as forças armadas ucranianas durante o ataque à Ilha da Cobra, juntamente com o barco de patrulha russo Vasily Bykov. Moskva chamou a guarnição da ilha pelo rádio e exigiu sua rendição, recebendo a agora famosa resposta "navio de guerra russo, vá se foder" de sua guarnição. Depois disso, todo o contato foi perdido com a Ilha da Cobra, e a guarnição ucraniana de treze membros foi capturada.

## Afundamento

### Informação ucraniana
O primeiro relato conhecido de um míssil atingindo o navio foi às 20h42 de 13 de abril de 2022, horário ucraniano (EEST, UTC+03:00 ) com uma postagem no Facebook de um voluntário ucraniano conectado aos militares. Mais tarde naquela noite, o conselheiro presidencial Oleksiy Arestovych informou que Moskva estava pegando fogo em mar agitado e o governador de Odessa, Maksym Marchenko, confirmou oficialmente que as forças ucranianas atingiram Moskva com dois mísseis antinavio R-360 Neptune, que "causaram danos muito sérios". Às 12h43 de 14 de abril (EEST), o Comando Sul da Ucrânia postou um vídeo no Facebook com um relatório informando que o navio havia recebido danos dentro do alcance do míssil antinavio Neptune, havia um incêndio e outras embarcações no grupo do Moskva "tentou ajudar, mas uma tempestade e uma poderosa explosão de munição derrubou o cruzador e começou a afundar."

### Informação russa
Horas após a reclamação de Marchenko, o Ministério da Defesa russo disse que um incêndio causou a explosão de munições e que o navio foi seriamente danificado, sem qualquer declaração de causa ou referência a um ataque ucraniano. O ministério disse em 14 de abril que os sistemas de mísseis do cruzador não foram danificados, o fogo foi contido por marinheiros e que os esforços estavam em andamento para rebocar o navio para o porto. Mais tarde, em 14 de abril, o ministério russo disse que Moskva afundou enquanto era rebocado durante uma tempestade, embora o clima estivesse ameno. Em 15 de abril, o naufrágio foi brevemente relatado na mídia e na televisão russas, onde se dizia que era devido a "mares tempestuosos".

### Outras observações
Nos dias que se seguiram ao ataque, houve relatos online, de jornais e noticiários sobre a alegação ucraniana de um ataque com mísseis e os relatos russos e ucranianos de uma explosão e incêndio. O porta-voz do Departamento de Defesa dos Estados Unidos, John Kirby, disse no início de 14 de abril que não tinha informações suficientes para confirmar um ataque com mísseis, mas não podia descartá-lo. As imagens que eles examinaram mostraram que o navio havia sofrido uma explosão considerável e um subsequente "incêndio significativo". A causa da explosão não ficou clara. Moskva, com fogo a bordo, parecia estar indo em direção ao porto de Sebastopol para reparos; não ficou claro se a embarcação estava se movendo sob seu próprio poder ou sendo rebocada. Houve também um relatório de que um dos tubos de mísseis expostos no convés de Moskva foi afetado.
Uma imagem de um satélite com radar de abertura sintética (SAR) de penetração na nuvem revelou que às 18:52 hora local (UTC + 03:00) em 13 de abril de 2022, Moskva estava localizada em 45° 10′ 43,39″ N, 30° 55′ 30,54″ L, cerca de 80 nmi (150 km) ao sul de Odesa, a leste de Ilha da Cobra e cerca de 50 nmi (93 km) da costa ucraniana. Uma análise sugeriu que isso não demorou muito para ocorrer o dano, que fez com que o navio afundasse. Na imagem o cruzador é acompanhado por outras embarcações. Autoridades da Romênia e da Turquia declararam que Moskva havia afundado às 03:00, 14 de abril, hora local.

### Suposto ataque de míssel

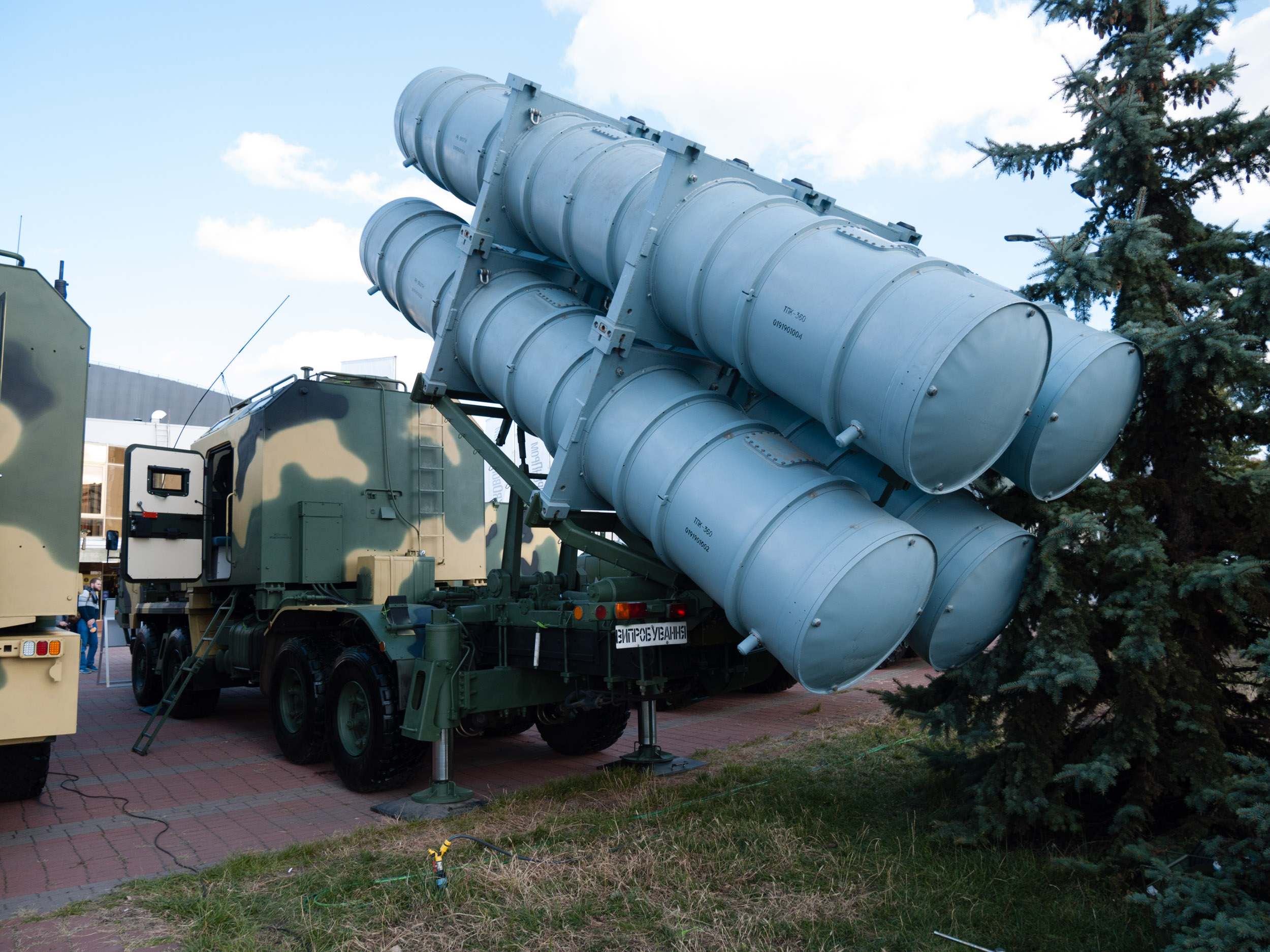
Um lançador R-360 Neptune perto de Kiev em 2019

Em 15 de abril, um alto funcionário dos EUA afirmou acreditar que Moskva foi atingida por dois mísseis Neptune; ele também afirmou que o navio tinha cerca de 65 nmi (120 km) ao sul de Odesa quando foi atingido e que o cruzador continuou em seu próprio poder antes de afundar em 14 de abril. O funcionário também disse que avaliações de inteligência indicaram que havia baixas no momento do ataque, mas ele não sabia quantas. Os mísseis ucranianos foram aparentemente disparados de um lançador baseado em terra perto de Odesa, enquanto Moskva estava localizada em 60–65 nmi (111–120 km) da costa. A operação para afundar Moskva pode ter sido auxiliada pelo uso de UCAVs Bayraktar TB2 para servir como distração. Em 5 de maio, um funcionário dos EUA confirmou que os EUA forneceram “uma gama de inteligência” para ajudar no naufrágio do Moskva. No entanto, a decisão de atacar foi puramente ucraniana. Os relatórios também colocaram uma aeronave de patrulha marítima dos EUA P-8A na área antes do naufrágio.
Moskva foi equipado com uma defesa aérea de três níveis que poderia fornecer uma chance adequada de interceptar os mísseis Neptune, com 3 a 4 minutos de alerta de detecção de radar. Não havia registro da tripulação ativando esses sistemas, incluindo os mísseis terra-ar S-300F e OSA, lançando chaff ou chamarizes, interferência eletrônica ou os últimos sistemas de armas de aproximação AK-630. Foi sugerido por Tayfun Ozberk (correspondente da Turquia para o Defense News) que os radares do navio falharam em detectar os mísseis Neptune ou que as defesas não estavam prontas para enfrentar a ameaça detectada, o que implica falta de treinamento da tripulação para tais cenários de emergência; O analista militar dinamarquês Anders Nielson argumenta que a fadiga do operador pode ter sido um fator significativo. Com esses sistemas ativos, esperava-se que o cruzador sobrevivesse a vários ataques de mísseis Neptune (320 lb (150 kg) ogiva cada) devido ao seu grande deslocamento; um cenário de modelo de combate salvo sugere que a Ucrânia precisaria lançar pelo menos onze mísseis Neptune simultaneamente; Moskva poderia ter derrotado seis deles, com os cinco restantes atravessando suas defesas e atingindo o navio, causando danos ao casco suficientes para afundá-lo.  No entanto, isso pressupõe que as munições do navio não foram detonadas pelo impacto, portanto, o controle de danos deficiente, usando recrutas em vez de profissionais de nível médio, e compartimentação insuficiente foram sugeridos como razões que contribuem para o motivo do cruzador afundou. A partir de evidências fotográficas, um dos mísseis parecia ter detonado debaixo da ponte.

### Imagens e vídeo do navio afundando
Em 18 de abril, duas imagens e um pequeno videoclipe de 3 segundos estavam circulando nas mídias sociais mostrando Moskva após o incêndio e antes do naufrágio final. As imagens mostram o navio inclinando-se para o porto à luz do dia e mar calmo, com sinais de danos extensos por incêndio em torno da superestrutura central, além da presença de buracos na linha d'água, e a maioria de seus botes salva-vidas desaparecidos, indicando que alguns tripulantes evacuado por este ponto. De acordo com a CNN, "um grande rebocador russo de resgate pode ser visto encharcando o navio de guerra com água do outro lado".
A fonte ou autor do vídeo ou imagens é desconhecida. O Telegraph informou que as imagens foram postadas pela primeira vez na web via Telegram em um canal vinculado a agências de segurança russas. Analistas que foram consultados independentemente pelo The Guardian e pela CNN confirmaram que as imagens parecem mostrar a Moskva. O The Guardian citou Yörük Işık, jornalista e observador de navios especialista, dizendo: "Acredito que o vídeo é real. O que vemos forma, tamanho. É a Moskva ." O Guardian também relatou: "Ele [Işık] disse acreditar que pelo menos uma das fotografias foi tirada de um rebocador de resgate do Projeto 22870, dos quais acredita-se que a Rússia tenha duas no Mar Negro".
Um alto funcionário da defesa dos EUA disse que as imagens não podem ser verificadas de forma independente, "mas as próprias imagens estão de acordo com o que avaliamos como sendo o dano causado ao navio". Carl Schuster, ex-diretor de operações do Centro de Operações de Inteligência Conjunta do Comando do Pacífico dos EUA, declarou: inesperado. Mísseis de cruzeiro anti-navio (ASCMs) tendem a ir para o centro do retorno do radar, que normalmente é a seção dianteira da superestrutura." Chris Parry, um ex-almirante, escreveu ao The Guardian : "Parece que um ou dois mísseis entraram no navio logo abaixo após o par de mísseis antinavio Vulcan... Isso teria causado danos internos maciços e parece ter perfurado os mísseis... Especialistas navais consultados pela BBC consideraram os danos consistentes com o ataque de mísseis, mas discordaram entre si sobre a plausibilidade de outras causas. O vídeo não mostra a tempestade indicada em relatórios russos.

## Casualidades
O ministro da Defesa da Lituânia, Arvydas Anušauskas, disse em 14 de abril que um sinal de socorro havia sido enviado de Moscou naquele dia, e um navio turco respondeu, evacuando 54 pessoas do cruzador às 2h00, antes que ela afundou em 3h00 sou. Segundo ele, havia 485 tripulantes a bordo, dos quais 66 eram oficiais. Não se sabe quantos sobreviveram.
Fontes ucranianas informaram em 15 de abril que alguns tripulantes do Moskva foram mortos, incluindo o capitão de primeiro escalão Anton Kuprin (43 anos), o comandante do navio, no momento da explosão. Em 15 de abril, um alto funcionário dos EUA disse que o governo também acreditava que havia vítimas. Em um briefing do Departamento de Defesa dos EUA em 18 de abril, um alto funcionário da defesa revelou que também tinha visto botes salva-vidas na água com marinheiros, mas não tinha uma contagem precisa. O jornal independente russo Novaya Gazeta Europe informou que cerca de 40 marinheiros foram mortos no momento do naufrágio. De acordo com uma testemunha ocular, havia cerca de 200 marinheiros feridos em um hospital na Crimeia.
O Ministério da Defesa russo disse logo após o naufrágio que a tripulação havia sido evacuada, e inicialmente não relatou nenhuma vítima; no entanto, alguns parentes de marinheiros foram informados de que seu membro da família estava "desaparecido". Em 16 de abril, a Rússia divulgou um vídeo supostamente mostrando uma reunião em Sebastopol com cerca de 100 marinheiros de Moskva, juntamente com o comandante-em-chefe da Marinha, almirante Nikolay Yevmenov, que disse que os marinheiros continuariam seu serviço na Marinha. De acordo com o jornal online russo independente The Insider, cerca de 100 marinheiros, e notavelmente o capitão de primeiro escalão do navio Anton Kuprin, são visíveis no vídeo. O Naval News informou que o vídeo do Ministério da Defesa russo mostrou que cerca de 240 pessoas sobreviveram, cerca de metade da tripulação. A edição ucraniana da Rádio Svoboda, no entanto, diz que é impossível verificar a autenticidade do vídeo.
Em 22 de abril, o Ministério da Defesa da Rússia divulgou um comunicado confirmando que um marinheiro de Moskva foi morto e 27 estão desaparecidos, enquanto 396 tripulantes foram resgatados.

## Impacto
Se a afirmação da Ucrânia de que o navio foi afundado em um ataque com mísseis for verdadeira, o Moskva é o maior navio de guerra russo a ser afundado em ação desde a Segunda Guerra Mundial. A última vez que um navio de guerra de tamanho semelhante foi afundado foi o cruzador argentino ARA General Belgrano, que foi afundado pelo submarino da Marinha Real Britânica Conqueror em 1982 durante a Guerra das Malvinas. Moskva é o maior navio soviético ou russo a ser afundado por ação inimiga desde que aviões alemães bombardearam o navio de guerra soviético Marat em 1941, e a primeira perda de um navio- almirante russo em tempo de guerra desde o naufrágio de 1905 do couraçado Kniaz Suvorov durante a Batalha de Tsushima na Guerra Russo-Japonesa . Se as alegações ucranianas forem verdadeiras, o Moskva pode ser o maior navio de guerra já desativado ou destruído por um míssil, de acordo com Carl Schuster, capitão aposentado da Marinha dos EUA e ex-diretor de operações do Centro Conjunto de Inteligência do Comando do Pacífico dos EUA.
A perda de Moskva é considerada significativa e humilhante para o presidente russo Vladimir Putin, mas "mais sobre danos psicológicos do que danos materiais", segundo Mykola Bielieskov, do Instituto Nacional de Estudos Estratégicos da Ucrânia. Ele disse que não levantaria completamente o bloqueio naval da Rússia à Ucrânia, mas mostrou que a Ucrânia poderia empregar armamento sofisticado de forma eficaz. O Instituto para o Estudo da Guerra chegou a conclusões semelhantes e disse que a perda do navio pode forçar a Rússia a "implantar meios aéreos e de defesa de ponto adicionais para o grupo de batalha do Mar Negro ou retirar navios de posições próximas à costa ucraniana".
O Moskva era o único navio de guerra da Frota do Mar Negro da Rússia com o sistema de mísseis S-300F para defesa aérea de longo alcance. Ela mesma não disparou mísseis contra alvos terrestres na Ucrânia, mas forneceu apoio antiaéreo a navios que o fizeram, e seu naufrágio levou navios russos, agora menos protegidos, a se moverem mais longe. Não está claro se a Ucrânia será capaz de capitalizar sua crescente vulnerabilidade. O contra-almirante aposentado dos EUA Samuel J. Cox, diretor do Comando de História e Patrimônio Naval, disse ao The New York Times que com a perda do navio, nas palavras do jornal, "qualquer ataque anfíbio à Ucrânia seria muito mais perigoso para a Rússia, com seus desembarques e navios anfíbios muito mais vulneráveis a ataques."
Enquanto dois navios irmãos de Moskva foram implantados no Mediterrâneo Oriental em fevereiro de 2022, a Turquia fechou os estreitos turcos para navios de guerra beligerantes cujo porto de origem não está no Mar Negro, seguindo a Convenção de Montreux . Assim, a Rússia não pode enviar navios para substituir a Moskva perdida de suas outras bases de frota sem violar a soberania turca.
Em 2020, o arcipreste do distrito de Sevastopol da Igreja Ortodoxa Russa disse que um fragmento da Verdadeira Cruz seria mantido na capela Moskva . A Verdadeira Cruz é a cruz na qual os crentes dizem que Jesus foi crucificado e uma relíquia muito rara e importante para muitos cristãos. Houve especulações após o naufrágio de que a relíquia pode ter afundado com o navio.

## Consequências

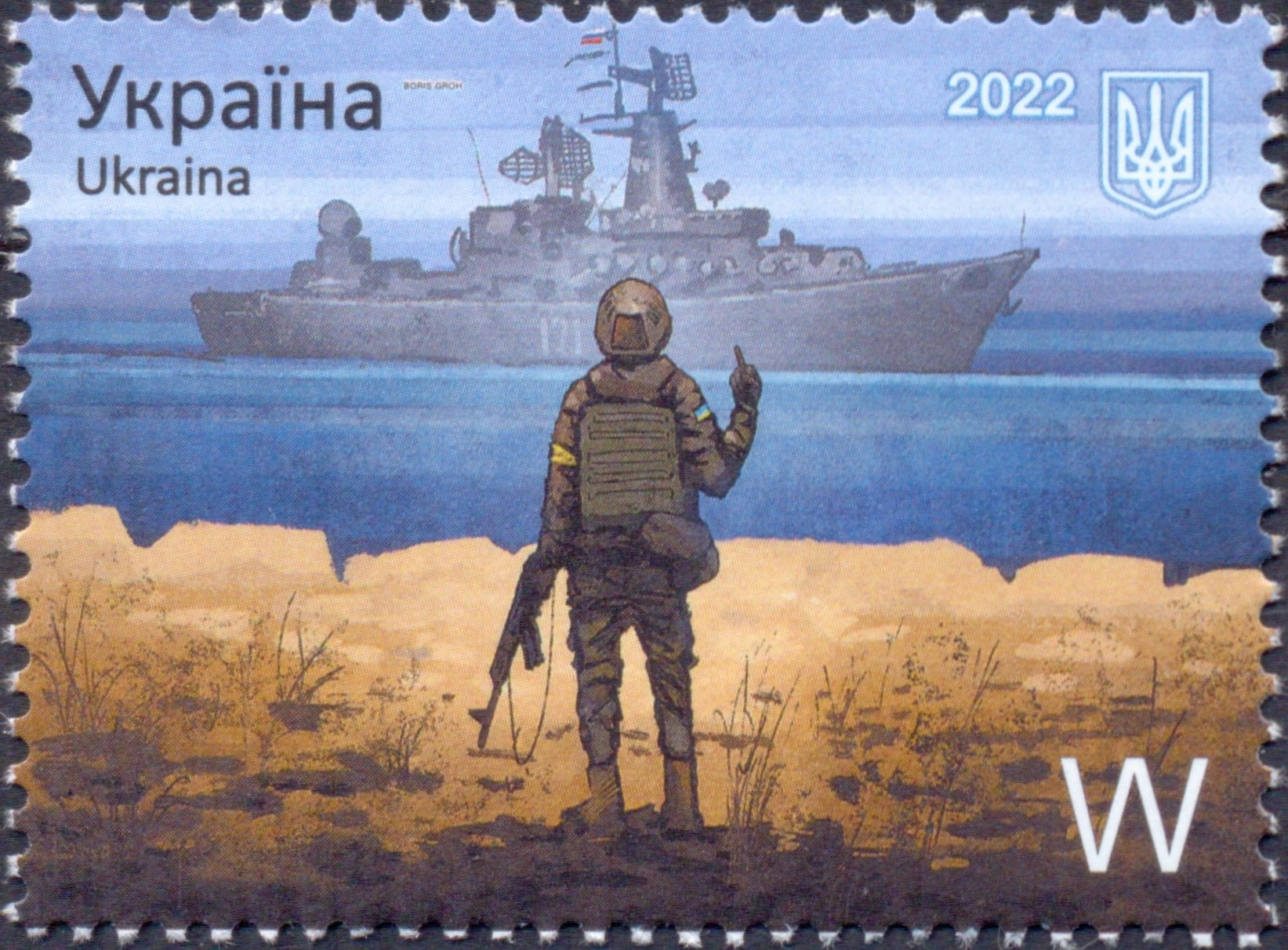
Selo postal ucraniano, representando um soldado ucraniano dando o dedo ao cruzador russo Moskva, emitido dois dias antes de afundar

O conselheiro de segurança nacional dos Estados Unidos, Jake Sullivan, disse que o naufrágio de Moskva "é um grande golpe para a Rússia", com Moscou dividida entre uma narrativa de incompetência e uma de ter sido atacada. Sasaki Takahiro, professor convidado de política de segurança russa na Universidade de Hiroshima, afirmou no The Asahi Shimbun que o naufrágio de Moskva é comparado ao de Yamato, o navio de guerra do Japão Imperial. O porta-voz do Departamento de Defesa dos EUA, John Kirby, disse que o Moskva era a defesa aérea das forças russas no Mar Negro e que seu naufrágio "terá um impacto nessa capacidade, certamente no curto prazo".
De acordo com uma análise da Forbes Ucrânia em 14 de abril de 2022, o naufrágio do Moskva é a perda individual mais cara para os militares russos na guerra até o momento, e o navio custaria cerca de U$ 750 milhões para substituir.

Embora a Rússia não tenha confirmado que mísseis ucranianos atingiram o navio, a Reuters informou que na manhã de 15 de abril, a Rússia lançou um aparente ataque de mísseis de retaliação contra a fábrica de mísseis Luch Design Bureau em Kiev, onde os mísseis Neptune supostamente usados no ataque foram projetado e fabricado.